# Pupil (anatomie)

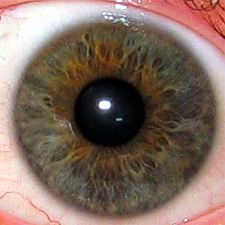
Iris van een menselijk oog

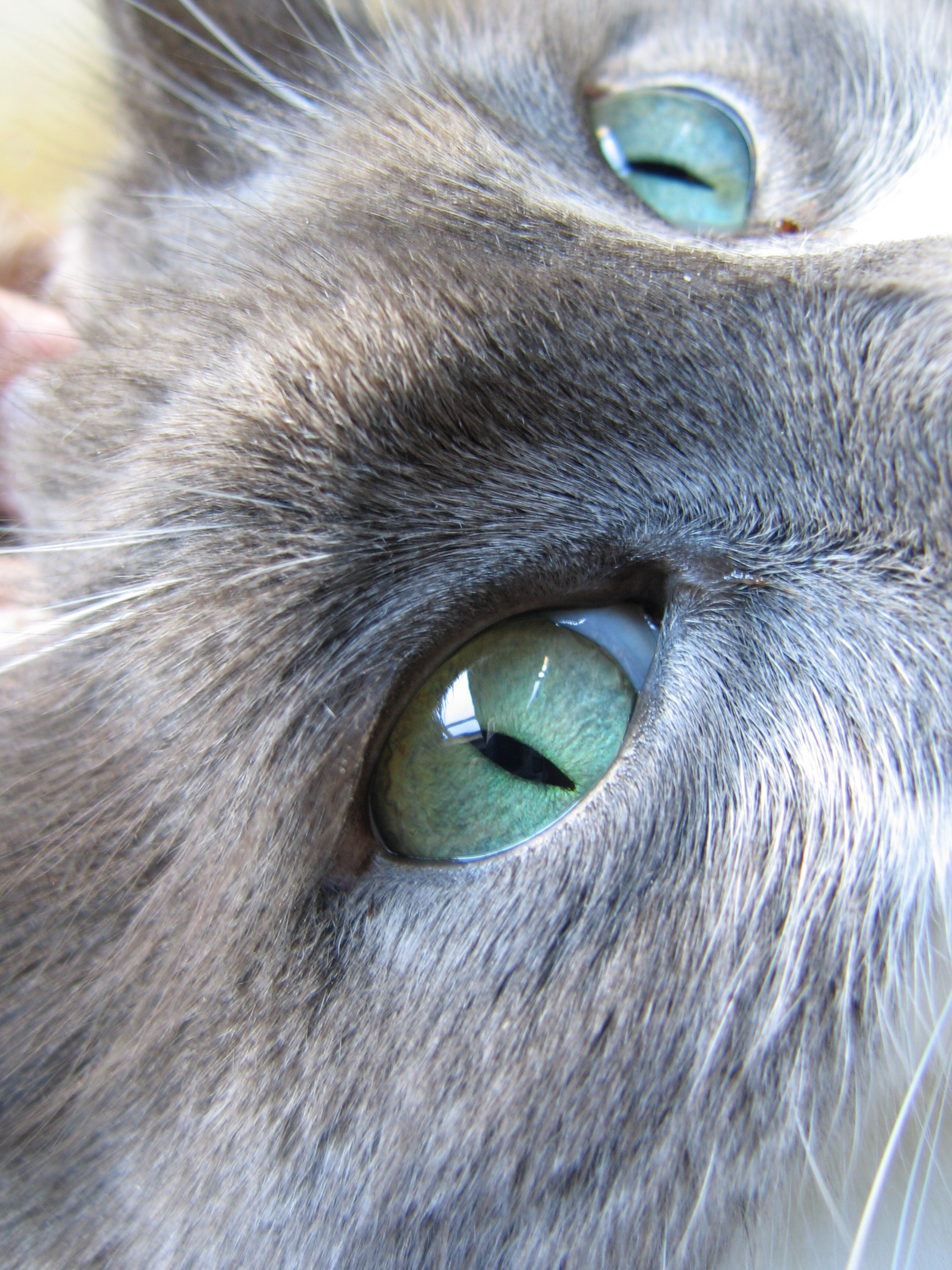
Een kattenpupil is spleetvormig

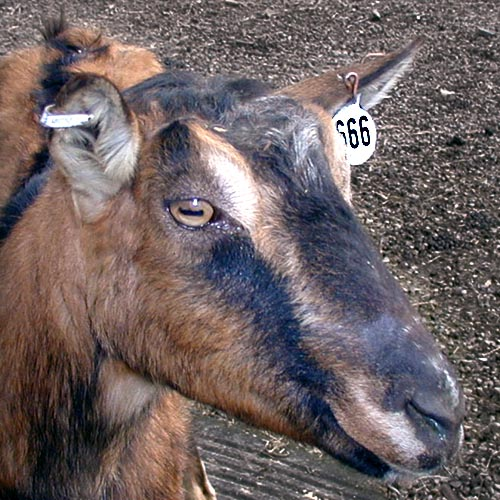
Bij een geit is de pupil horizontaal en als een langgerekt ovaal van vorm

De pupil of oogappel is de opening van het midden van de iris in het oog.
Door de pupil is de donkere binnenkant van het oog te zien, daardoor lijkt de pupil zwart.
De pupil zit achter het hoornvlies en voor het glasachtig lichaam.
De iris zorgt ervoor dat de pupil groter of kleiner wordt, onder invloed van lichtsterkte en psychologische invloeden: Bij veel licht wordt de pupil kleiner, terwijl ze in het donker groter wordt.
Ook geneesmiddelen zoals atropine en verdovende middelen kunnen de pupilafmeting beïnvloeden. Bovendien veranderen de pupillen ook bij emoties (groter) of bij kijken op korte afstand (kleiner). Bij pediatrisch oogonderzoek wordt cyclopentolaat gebruikt om de pupil te vergroten.
Na gebruik van dergelijke middelen, kan de patiënt heel lichtgevoelig zijn omdat de wijde pupil te veel licht doorlaat. Daarom wordt het tijdelijk (enkele uren) dragen van een zonnebril aangeraden.

## Psychologisch effect
Ziet iemand iets wat hij leuk of mooi vindt, dan worden zijn pupillen onbewust wijder ('hij zet grote ogen op'). De pupil kan daarbij zelfs als leugendetector dienen: iemand die op dieet is kan zichzelf wijsmaken dat hij een hekel heeft aan slagroomtaarten, en daar op den duur zelf in gaan geloven (fabuleren). Zijn pupillen vertellen echter iets anders.
Iemand die wijde pupillen heeft, wordt vaak aardiger gevonden, hoewel men de wijde pupillen niet bewust opmerkt.
Er is een onderzoek waarbij men een proefpersoon twee foto's van een meisje laat zien. Hij moet kiezen welke foto hij het leukst vindt. De proefpersoon zal aanvankelijk het antwoord weigeren, want de foto's lijken volkomen identiek. Daar neemt de vraagsteller geen genoegen mee, er moet een foto gekozen worden. Dus kiest de proefpersoon een van de foto's. Nu blijkt dat de foto geretoucheerd is: het meisje op de leukste foto heeft wijdere pupillen.
Kennelijk heeft de proefpersoon de volgende gedachte: "Dat meisje heeft wijde pupillen als ze mij ziet. Kennelijk vindt ze mij aardig. Dan vind ik haar ook aardig." Deze gedachte is echter volkomen onbewust.
In de oudheid was dit verschijnsel al bekend, en vrouwen gebruikten vroeger het pupilverwijdende atropine, dat gewonnen werd uit de wolfskers, als cosmetisch middel. Dat verklaart ook de wetenschappelijke naam van de wolfskers: belladonna.

De pupil kan veranderen van grootte